# 이소벨 캠벨
이소벨 캠벨(영어: Isobel Campbell, 1976년 4월 27일 ~ )은 스코틀랜드의 싱어송라이터이자 첼로 연주자, 작곡가이다. 캠벨은 19세에 스코틀랜드의 인디 팝 밴드인 벨 & 세바스찬에 합류하면서 이름이 알려지기 시작했고 이후 밴드를 떠나 처음에는 젠틀 웨이브스(The Gentle Waves)란 이름으로, 그리고 현재는 본인의 이름으로 솔로 활동을 하고 있으며 마크 라네간(Mark Lanegan)과 함께 협업으로 세 장의 앨범을 냈다. 최근 정규 앨범으로는 쿠킹 비닐 레이블을 통해 2020년 2월 7일에 출시된 《There Is No Other》가 있다.
이소벨 캠벨의 음악은 인디 팝, 챔버 팝, 싱어송라이터 등으로 분류되는데 어떤 장르이던 그녀의 음악은 부드러우면서도 침울한 분위기를 풍기며 종종 클래식 악기들을 사용한다. 목소리는 밝으면서도 약간 비음이 섞여 있으며 씁쓸하면서도 아이러니한 분위기와 내용의 곡을 쓴다.

## 활동

### 1996-2002년: 벨 & 세바스찬
벨 & 세바스찬은 1996년 스튜어트 머독과 스튜어트 데이빗이 결성한 밴드다. 이소벨은 열 아홉 살때 머독을 새해 이브 파티에서 만났고 머독과 데이빗이 스토 대학의 음악비지니스 학과에서 후원하는 녹음 세션에 참여하게 된다. 밴드 이름은 동화책 제목에서 따서 벨 & 세바스찬이라고 했다. 머독은 처음 두 앨범에서 리드 보컬을 맡았고 이소벨은 첼로와 퍼커션, 백 보컬을 했다. 이소벨은 클래식 정규 교육을 받은 첼로 연주자였고 키보드도 연주했다. 이후 몇 곡에서 리드 보컬을 맡기도 했고 영국 톱 20에 들어간 싱글인 <Legal Man>을 공동 작곡하기도 했다.
후속 앨범인 《The Boy with the Arab Strap》에 담긴 <Is It Wicked Not to Care?>라는 곡에서 이소벨은 처음으로 리드 보컬을 맡게 된다. 다음 앨범인 《Fold Your Hands Child, You Walk Like a Peasant》에서 벨 & 세바스찬은 여러 스타일의 변화를 주었는데 현악기 섹션이 늘어났고 여러 멤버들이 리드 보컬을 맡았다. 이소벨은 <Family Tree>에서 리드 보컬을, <Beyond the Sunrise>에서 스티비 잭슨과 듀엣을 했다.
2002년 대부분을 벨 & 세바스찬은 투어와 사운드트랙 앨범 《Storytelling》을 녹음하며 보냈는데 이소벨은 북미 투어 중이었던 2002년 봄에 밴드를 탈퇴했다.

### 1998년: 스노우 패트롤과 협업
스노우 패트롤(Snow Patrol)의 1998년 데뷔 앨범인 《Songs For Polarbears》에서 이소벨은 <NYC>라는 곡의 보컬로 참여했다.

### 2003-2006년: 솔로 활동
1999년 이소벨 캠벨은 첫 솔로 앨범 《The Green Fields of Foreverland》를 젠틀 웨이브스(The Gentle Waves)란 이름으로 벨 & 세바스찬이 속해 있는 레이블인 집스터 레코드를 통해 발매했다. 그리고 후속 앨범인 《Swansong for You》는 2000년 11월 6일에 나왔다. 이 두 앨범에서만 젠틀 웨이브스란 이름을 썼다. 2002년에는 크리핑 벤트에서 빌리 홀리데이의 곡들로 만든 모음집 《Ghost of Yesterday》에 스코틀랜드 재즈 뮤지션인 빌 웰스와 함께 참여했다. 2003년에는 본인의 이름으로 《Amorino》란 앨범을 냈는데 빌 웰스를 비롯하여 여러 재즈 뮤지션들이 참여했다. 그 다음 앨범은 2006년의 《Ballad of the Broken Seas》였는데 스크리밍 트리스(Screaming Trees)의 보컬이었던 마크 라네간(Mark Lanegan)과 협업했고 좋은 평가를 받았다.
네 번째 정규 앨범 《Milkwhite Sheets》가 2006년 10월 23일 발매되었다. 영국의 전통 음악들과 함께 새로 쓴 곡들이 담겼는데 이 앨범에 대해 이소벨은 진 리치, 앤 브릭스, 셜리 콜린스의 영향을 받았다고 했다.

### 2007-2013년: 마크 라네간과 협업

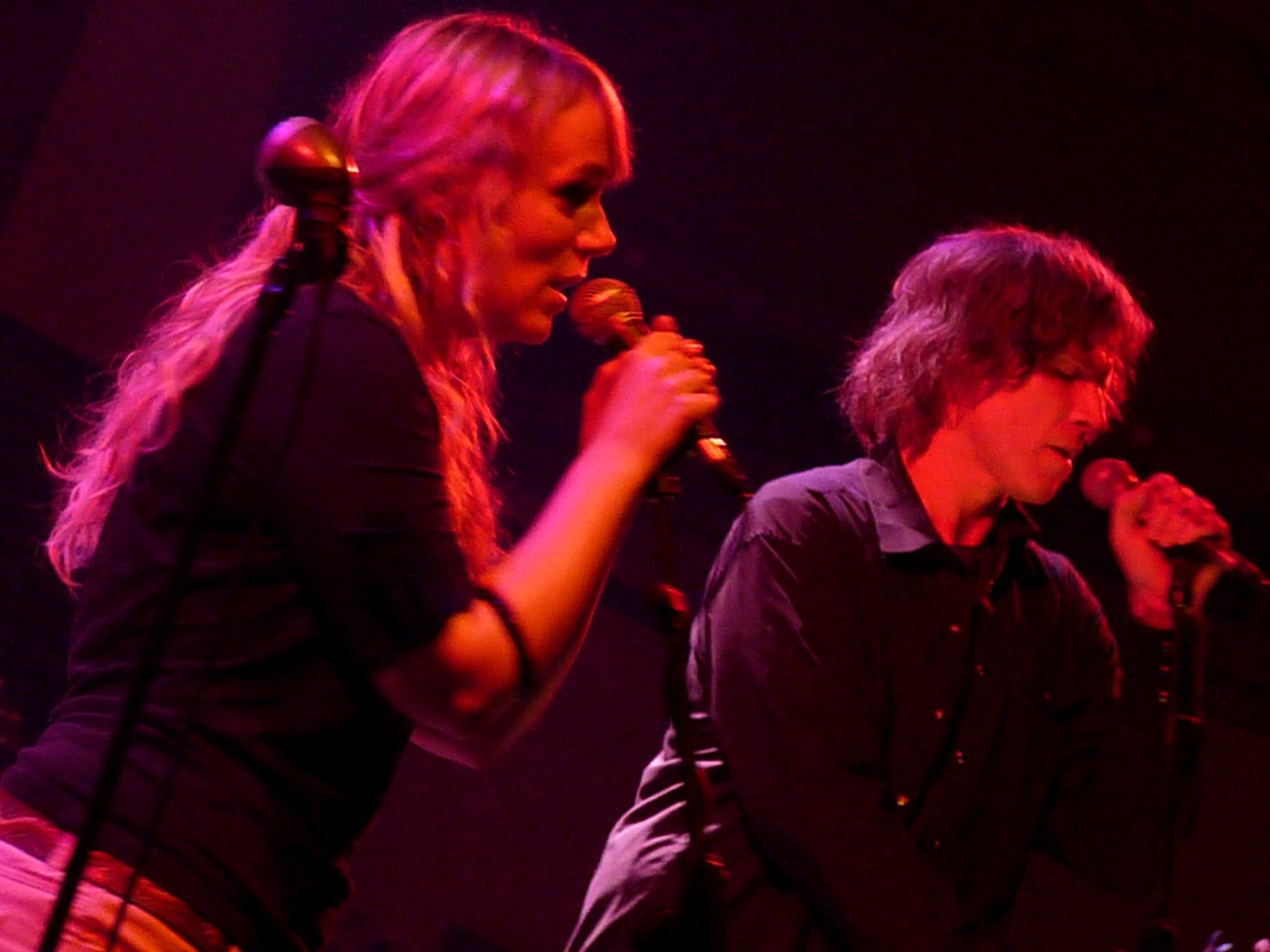
이소벨 캠벨이 마크 라네간과 바르셀로나에서 공연하고 있다 (2010년)

2004년 4월 이소벨은 스크리밍 트리와 퀸스 오브 더 스톤 에이지의 보컬이었던 마크 라네간과 《Time Is Just the Same》이라는 제목의 EP를 발매했다. 그리고 협업했던 앨범 《Ballad of the Broken Seas》에 담겨있던 <Ramblin' Man>을 싱글로 냈다. 이소벨은 앨범 대부분의 곡을 글래스고에서 쓰고 녹음했고 라네간은 LA에서 보컬을 첨가했다. 이 앨범은 2006년 머큐리 프라이즈에 후보로 올랐다. 라네간과 캠벨은 2007년 1월 영국에서 네 차례 공연을 가졌는데 런던에서는 수요가 높아져 더 큰 공연장으로 장소를 바꾸기도 했다.
2007년 이 둘은 두 번째 앨범 《Sunday at Devil Dirt》를 함께 녹음하고 2008년 5월 5일 출시했다. 세 개의 싱글 <Who Built the Road>, <Come On Over (Turn Me On)>, <Keep Me in Mind Sweetheart>이 나왔고 이후에 《Keep me in mind sweetheart》 EP에 담겨있던 5개의 신곡이 보너스 트랙으로 《Sunday at Devil Dirt》 앨범에 추가되었다.
마크 라네간과의 세 번째 협업 앨범 《Hawk》가 2010년 8월 16일 나왔고 홍보 투어를 벌였는데 올 투머로스 파티스에서 벨 & 세바스찬이 주관한 보울리 2에도 참여했다. 2013년 7월 캠벨과 라네간은 공식적으로 음악 파트너십을 마감한다고 발표했다.
2020년 3월 이소벨은 새로운 레이블인 쿠킹 비닐을 통해 솔로 정규 앨범 《There Is No Other》를 발표했고 러프 트레이트의 이 주의 앨범에 올랐다.

## 음반

### 정규 앨범
- The Green Fields of Foreverland (1999년) (The Gentle Waves 이름으로 발매)
- Swansong for You (2000년) (The Gentle Waves 이름으로 발매)
- Amorino (2003)
- Milkwhite Sheets (2006)
- There Is No Other (2020)

### 마크 라네간과 협업 앨범
- Ballad of the Broken Seas (2006)
- Sunday at Devil Dirt (2008)
- Hawk (2010)